# Yuki Sakai
Yuki Sakai (jap. 坂井 優紀, Sakai Yuki; * 10. Januar 1989 in der Präfektur Chiba) ist eine japanische Fußballspielerin.

## Karriere

### Verein
Sie begann ihre Karriere bei Tasaki Perule FC, wo sie von 2007 bis 2008 spielte. 2009 folgte dann der Wechsel zu INAC Kōbe Leonessa. Sie trug 2011 zum Gewinn der Nihon Joshi Soccer League bei. 2012 folgte dann der Wechsel zu Mynavi Vegalta Sendai.

### Nationalmannschaft
Mit der japanischen U-20-Nationalmannschaft qualifizierte sie sich für die U-20-Weltmeisterschaft der Frauen 2008.
Sakai wurde 2011 in den Kader der japanischen Nationalmannschaft berufen und kam bei der Algarve-Cup 2011 zum Einsatz. Saito absolvierte ihr erstes Länderspiel für die japanischen Nationalmannschaft am 9. März gegen Schweden.

## Errungene Titel
- Nihon Joshi Soccer League: 2011